# 福井県道114号吉野福井線
福井県道114号吉野福井線（ふくいけんどう114ごう よしのふくいせん）は、福井県福井市と吉田郡永平寺町を結ぶ県道（主要地方道）。

## 路線概要

### 路線データ
- 起点：吉田郡永平寺町松岡宮重（＝福井県道113号稲津松岡線）
- 終点：福井市裁判所前交差点（＝福井県道30号福井丸岡線交点）

## 通過する自治体
- 福井県
  - 福井市
  - 吉田郡永平寺町

## 通過する峠
- 小畑坂

## 接続道路
- 福井県道113号稲津松岡線（永平寺町松岡吉野、起点）
- 福井県道164号大畑松岡線（福井市寮町）
- 国道8号＜東環状線/福井バイパス＞（福井市北四ツ居一丁目・米松交差点）
- 福井県道179号淵上志比口線＜板垣橋通り＞（福井市四ツ井一丁目・四ツ井交差点）
- 福井県道128号福井停車場米松線＜お泉水通り＞（福井市大手一丁目・宝永交差点）
- 福井県道30号福井丸岡線＜フェニックス通り＞（福井市順化一丁目・裁判所前交差点、終点）
- 福井県道115号殿下福井線＜さくら通り＞（福井市順化一丁目・裁判所前交差点、終点）

## 沿線
- 東山 (福井市)
- パリオCITY
- 福井地方合同庁舎
  - 近畿管区行政評価局福井行政監視行政相談センター
  - 北陸農政局福井県拠点
- 福井市日之出小学校
- 福井県国際交流会館
- 養浩館庭園
- 福井市立郷土歴史博物館
- 神明神社

## 別名
- さくら通り（米松交差点 - 裁判所前交差点）